# Neptun
Neptun – gazowy olbrzym, ósma, najdalsza od Słońca planeta w Układzie Słonecznym, czwarta pod względem średnicy oraz trzecia pod względem masy. Neptun jest ponad 17 razy masywniejszy od Ziemi i masywniejszy od swojego „bliźniaka” Urana, który ma masę prawie 15 razy większą od masy Ziemi. Krąży wokół Słońca w odległości około 30 razy większej niż dystans Ziemia-Słońce. Nazwa pochodzi od rzymskiego boga mórz Neptuna. Jego symbol astronomiczny to , stylizowany trójząb Neptuna.
Odkryty 23 września 1846 Neptun jest jedyną planetą Układu Słonecznego, której istnienie wykazano nie na podstawie obserwacji nieba, ale na drodze obliczeń matematycznych. Niespodziewane zmiany w ruchu orbitalnym Urana doprowadziły astronomów do wniosku, że podlega on perturbacjom pochodzącym od nieznanej planety. Neptun został następnie zaobserwowany przez Johanna Gallego w miejscu przewidzianym przez Urbaina Le Verriera, a wkrótce został też odkryty jego największy księżyc, Tryton; żaden z pozostałych znanych dziś księżyców Neptuna nie został odkryty za pomocą teleskopu aż do XX wieku. Neptun został odwiedzony przez tylko jedną sondę kosmiczną, Voyager 2, która przeleciała w pobliżu planety 25 sierpnia 1989.
Neptun przypomina składem Urana, co odróżnia je od większych gazowych olbrzymów, Jowisza i Saturna. Atmosfera Neptuna, choć – podobnie jak na Jowiszu i Saturnie – składa się głównie z wodoru i helu wraz ze śladami węglowodorów i prawdopodobnie azotu, zawiera większą ilość tzw. „lodów”, czyli substancji lotnych w warunkach ziemskich, takich jak woda, amoniak i metan. Astronomowie czasami kategoryzują Urana i Neptuna jako „lodowe olbrzymy” w celu podkreślenia tych różnic. Wnętrze Neptuna, podobnie jak Urana, składa się głównie z lodu i skał. Ślady metanu w zewnętrznych obszarach planety przyczyniają się do nadania jej bladoniebieskiego koloru.
W przeciwieństwie do niemal pozbawionej wyróżniających się struktur atmosfery Urana, atmosferę Neptuna cechuje aktywność i widoczne układy pogodowe. Podczas przelotu w 1989 roku Voyager 2 odkrył na półkuli południowej Wielką Ciemną Plamę. Jest to gigantyczny antycyklon o rozmiarach 13 000 km na 6600 km, który obraca się w kierunku przeciwnym do ruchu wskazówek zegara, a jego wielkość jest zbliżona do rozmiarów Ziemi. Z kolei Mała Ciemna Plama ma rozmiar zbliżony do rozmiaru Księżyca. Takie struktury są napędzane przez najsilniejsze wiatry w Układzie Słonecznym; rekord prędkości wiatru to aż 2100 km/h. Duża odległość od Słońca powoduje, że zewnętrzna atmosfera Neptuna jest jednym z najzimniejszych miejsc w Układzie Słonecznym; temperatura efektywna widocznej „powierzchni” planety to około −226,5 °C (46,6 K). Jednak w centrum planety temperatura sięga około 5100 °C.
Neptun ma słaby i pozornie niekompletny system pierścieni. Pierwsze sygnały o istnieniu tych struktur pochodzą z lat 60. XX w., lecz dopiero w 1989 roku sonda Voyager 2 bezsprzecznie potwierdziła ich istnienie.

## Historia

### Odkrycie
Rysunki Galileusza wskazują na to, że to on jako pierwszy zaobserwował Neptuna 28 grudnia 1612 roku i ponownie 27 stycznia 1613 roku, gdy znajdował się bardzo blisko Jowisza – w koniunkcji z nim – na nocnym niebie. Za każdym razem błędnie uznawał go za gwiazdę stałą i z tego powodu nie jest uważany za odkrywcę Neptuna. Podczas tych pierwszych obserwacji w grudniu 1612 roku Neptun nie zmieniał położenia na niebie, ponieważ tego dnia rozpoczął ruch wsteczny. Ten pozorny ruch do tyłu ma miejsce, gdy Ziemia w swoim ruchu orbitalnym wyprzedza planetę zewnętrzną. W związku z tym, że Neptun dopiero rozpoczynał swój ruch wsteczny, przemieszczenie planety było zbyt powolne i przez to Galileusz nie mógł go zaobserwować swoim małym teleskopem. Jednak w lipcu 2009 r. fizyk University of Melbourne David Jamieson ogłosił nowe dowody wskazujące, że Galileusz miał świadomość, że ta „gwiazda” musiała przemieścić się w stosunku do gwiazd stałych.
W 1821 roku Alexis Bouvard opublikował tablice astronomiczne, zawierające precyzyjne wyznaczenie orbity Urana. Kolejne obserwacje wykazały znaczne odchylenia od tych prognoz, co doprowadziło Bouvarda do sformułowania hipotezy, że nieznane ciało zaburza grawitacyjnie jego orbitę. W 1843 r. John Couch Adams obliczył orbitę hipotetycznej ósmej planety na podstawie zaburzeń ruchu Urana. Wysłał swoje obliczenia do królewskiego astronoma sir George’a Airy’ego, który poprosił Adamsa o wyjaśnienie. Adams zaczął przygotowywać odpowiedź, ale nigdy jej nie wysłał i powoli kontynuował prace nad problemem Urana.

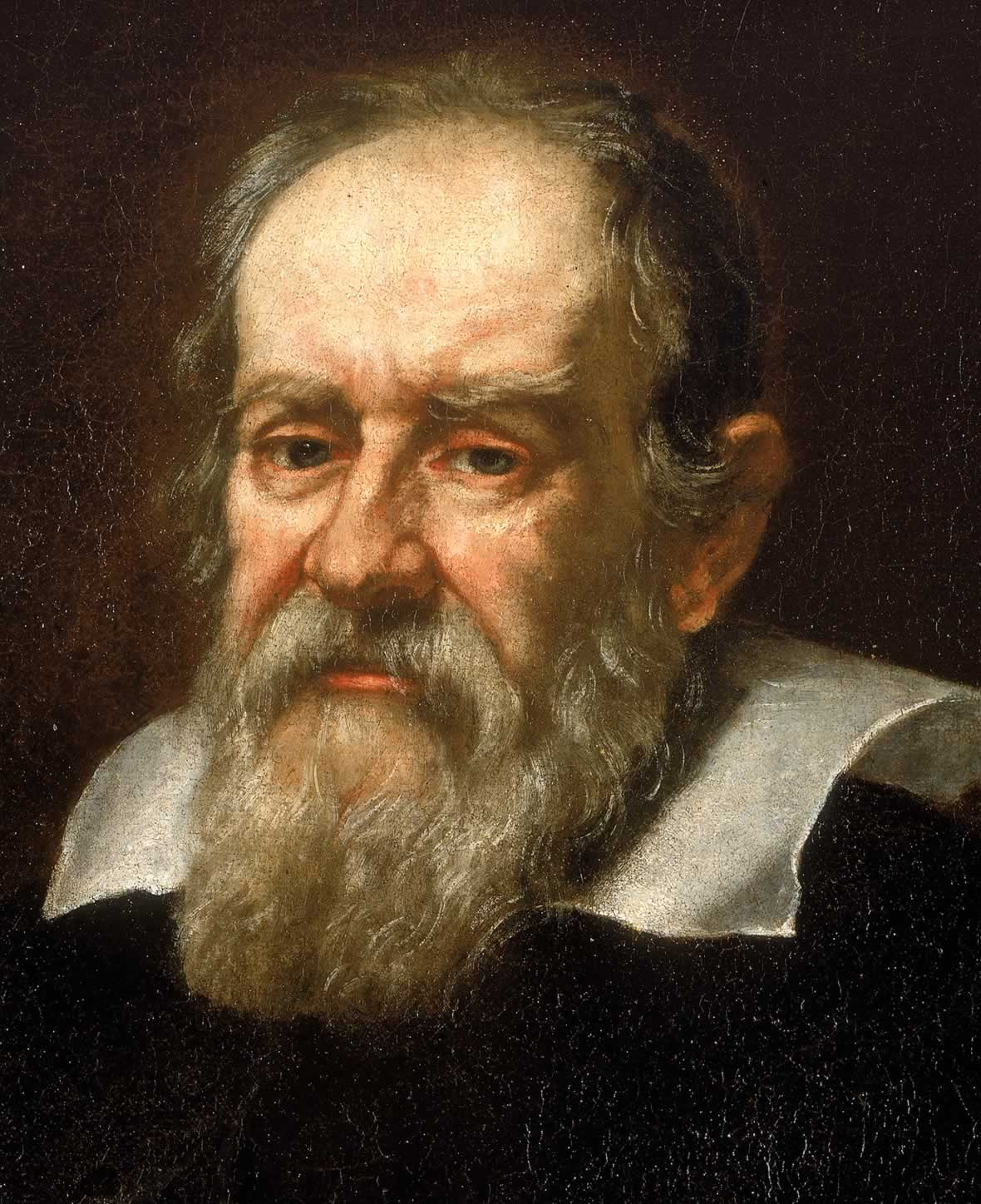
Galileo Galilei

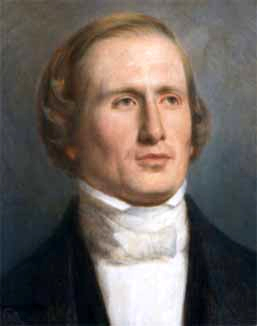
Urbain Le Verrier

W latach 1845–1846, niezależnie od Adamsa, Urbain Le Verrier wykonał własne obliczenia. George Airy zapoznał się w czerwcu 1846 roku z pierwszymi oszacowaniami Le Verriera dotyczącymi położenia hipotetycznej ósmej planety na niebie i zwrócił uwagę na ich podobieństwo do oszacowań Adamsa. Opierając się na tych argumentach, przekonał dyrektora Obserwatorium Cambridge Jamesa Challisa do poszukiwania nowej planety. Challis bezskutecznie przeczesywał niebo przez cały sierpień i wrzesień.
Tymczasem Le Verrier listownie skłonił astronoma Johanna Galle do poszukiwania planety przy pomocy refraktora, którym dysponowało obserwatorium w Berlinie. Heinrich d’Arrest, wówczas student w obserwatorium, zasugerował Gallemu, że można porównać niedawno stworzone mapy nieba z obrazem widocznym przez teleskop i poszukać charakterystycznego dla planety przemieszczenia na tle gwiazd stałych w okolicy przewidywanej przez Le Verriera. Późnym wieczorem 23 września 1846 roku, w dniu, w którym astronomowie otrzymali list od Le Verriera, dostrzegli Neptuna zaledwie 1° od przewidzianej przez niego pozycji i około 12° od położenia wyznaczonego przez Adamsa. Challis później uświadomił sobie, że dwukrotnie obserwował planetę w sierpniu, nie zdając sobie z tego sprawy z powodu niestarannego podejścia do poszukiwań.
Wkrótce po odkryciu planety rozpoczęła się rywalizacja między Francuzami i Anglikami o pierwszeństwo i tytuł odkrywcy. Ostatecznie zgodzono się, że Le Verrier i Adams wspólnie zasłużyli na miano odkrywców planety. Jednak kwestia ta została poddana ponownej ocenie przez historyków po odkryciu w 1998 r. historycznych dokumentów z Królewskiego Obserwatorium Astronomicznego w Greenwich, tzw. „Neptune papers”, które najwyraźniej zostały skradzione przez astronoma Olina Eggena i były ukrywane przez niego przez prawie trzy dekady, by zostać odnalezionymi wkrótce po jego śmierci. Po przejrzeniu dokumentów niektórzy historycy wskazują, że Adams nie zasługuje na tytuł odkrywcy równoprawnie z Le Verrierem. W 1966 Dennis Rawlins zakwestionował zasadność roszczeń Adamsa do tytułu współodkrywcy. W 1992 w artykule w założonym przez siebie czasopiśmie „Dio” stwierdził, że Brytyjczycy chcieli „ukraść” odkrycie. Nicholas Kollerstrom z University College London w 2003 stwierdził:

Adams wykonał pewne obliczenia, ale raczej nie był przekonany, że Neptun rzeczywiście tam jest.

### Nazwa
Wkrótce po odkryciu Neptuna został on przedstawiony po prostu jako „planeta poza Uranem” lub „planeta Le Verrier”. Pierwsza propozycja nazwy własnej pochodzi od Gallego, który zaproponował nazwę Janus. W Anglii Challis używał nazwy Oceanus.
Domagając się prawa do nazwania swego odkrycia, Le Verrier szybko zaproponował dla nowej planety nazwę Neptun, fałszywie twierdząc, że została ona oficjalnie zatwierdzona przez francuskie Bureau des Longitudes. W październiku zaproponował nazwanie planety Le Verrier – na swoją cześć; w swoich staraniach miał lojalne wsparcie m.in. dyrektora obserwatorium François Arago. Propozycja ta spotkała się jednak z silnym sprzeciwem poza Francją. Francuskie opracowania szybko przywróciły nazwę Herschel dla Urana i Leverrier dla nowej planety.
W dniu 29 grudnia 1846 roku Friedrich Georg Wilhelm Struve poparł nazwę Neptun w Rosyjskiej Akademii Nauk w Sankt Petersburgu. Wkrótce nazwa Neptun zyskała międzynarodowe uznanie i stała się oficjalną nazwą planety.
W mitologii rzymskiej Neptun był bogiem mórz; jego grecki odpowiednik to Posejdon. Mitologiczna nazwa planety pozostaje w zgodzie z nomenklaturą dotyczącą nazewnictwa innych planet, z których wszystkie, z wyjątkiem Ziemi, zostały nazwane imionami postaci z mitologii greckiej i rzymskiej.
Większość współczesnych języków, nawet w krajach, które nie mają bezpośredniego związku z kulturą grecko-rzymską, używa wariantu nazwy „Neptun” na określenie tej planety, jednak języki chiński, japoński i koreański tłumaczą nazwę planety jako „gwiezdny król morza”.

### Status
Od odkrycia w 1846 roku do odkrycia Plutona w 1930 roku, Neptun był najdalszą znaną planetą. Po odkryciu Pluton został najdalszą planetą, z wyjątkiem 20-letniego okresu pomiędzy 1979 a 1999 r., gdy poruszający się po eliptycznej orbicie o znacznym mimośrodzie Pluton znajdował się bliżej Słońca niż Neptun. Jednak odkrycie w 1992 roku kolejnego obiektu Pasa Kuipera doprowadziło astronomów do sporu, czy Pluton powinien być traktowany jako planeta, czy jako jeden z wielu zwykłych obiektów pasa. 26 sierpnia 2006 astronomowie na Zgromadzeniu Ogólnym Międzynarodowej Unii Astronomicznej w Pradze odebrali Plutonowi status planety, co oznacza, że w Układzie Słonecznym jest teraz tylko 8 planet, a Neptun ponownie uzyskał status najdalszej planety Układu Słonecznego.

## Skład i struktura

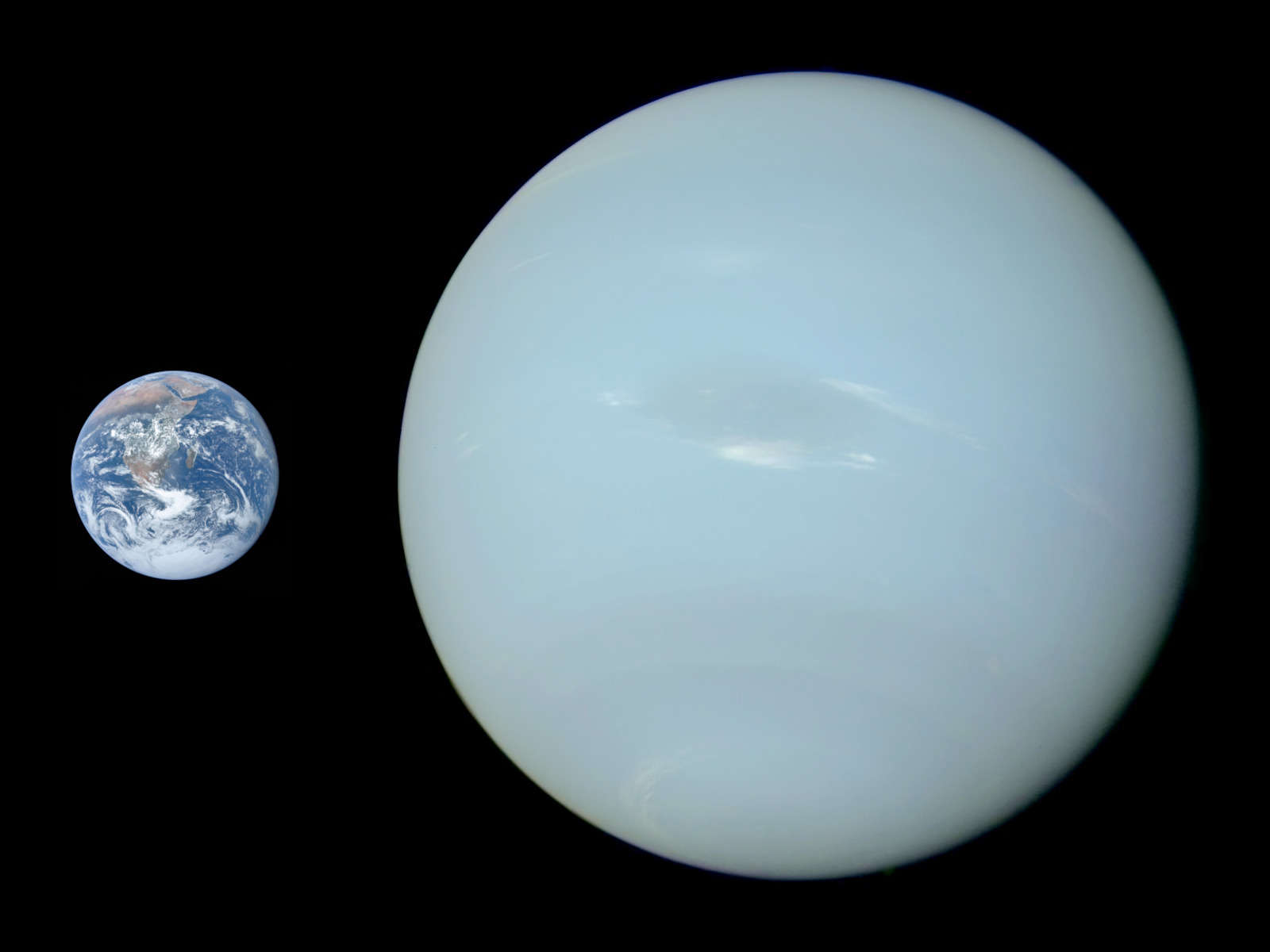
Porównanie wielkości Neptuna i Ziemi

Neptun ma masę równą 1,02413×1026 kg, pośrednią między Ziemią i większymi gazowymi olbrzymami: jego masa jest siedemnaście razy większa niż masa Ziemi, ale ma on tylko ok. 1/19 masy Jowisza. Przyspieszenie grawitacyjne na powierzchni planety jest duże. W Układzie Słonecznym większe jest tylko na Jowiszu, i tylko na tych dwóch planetach osiąga większą wartość niż na powierzchni Ziemi.
Promień Neptuna wynosi 24 764 km; jest prawie cztery razy większy niż promień Ziemi. Neptun i Uran są często zaliczane do podklasy gazowych olbrzymów nazywanych lodowymi olbrzymami – ze względu na mniejszy rozmiar i wyższe stężenia „lodów” w stosunku do Jowisza i Saturna. W poszukiwaniu planet pozasłonecznych Neptun został wykorzystany jako wzór całej klasy obiektów: odkryte ciała o podobnej masie są często określane jako „neptunowe”, podobnie jak astronomowie odnoszą się do większych planet pozasłonecznych, określając je jako „jowiszowe”. W szczególności planety takie, krążące stosunkowo blisko swych gwiazd, są klasyfikowane jako gorące neptuny.

### Struktura
Struktura wewnętrzna Neptuna przypomina strukturę Urana. Jego atmosfera stanowi od 5 do 10 procent jego masy, zajmując 10 do 20 procent drogi do jądra, osiągając ciśnienie 10 GPa. Zwiększone stężenie metanu, amoniaku i wody wykryto w dolnych warstwach atmosfery.

Wewnętrzna struktura Neptuna:
1. Górna atmosfera, wierzchołki chmur
2. Atmosfera składająca się z wodoru, helu i metanu
3. Płaszcz złożony z wody, amoniaku i metanu w postaci lodu
4. Jądro składające się ze skał i lodu

Stopniowo ten sprężony i gorętszy gaz (ciemniejszy na schemacie) przechodzi w stan nadkrytyczny, tworząc ciekły lub lodowy płaszcz, w którym temperatura sięga od 2000 K do 5000 K. Płaszcz ten ma masę od 10 do 15 mas Ziemi, jest bogaty w wodę, amoniak i metan. Zwyczajowo dla planet mieszanina ta jest określana jako lodowa, nawet jeśli występuje tam gorący, bardzo gęsty płyn. Płyn ten, o dużej przewodności elektrycznej, nazywa się czasem oceanem wodno-amoniakalnym. Na głębokości 7000 km warunki mogą być takie, że metan rozkłada się, tworząc kryształy diamentu, które opadają w kierunku rdzenia. Płaszcz może składać się z warstwy „wody jonowej” (ang. ionic water), w której molekuły wody rozpadają się w mieszaninę jonów wodoru i tlenu. Głębiej woda staje się przewodnikiem superjonowym, w którym jony wodoru swobodnie poruszają się w sieci krystalicznej tlenu.
Jądro Neptuna jest zbudowane z żelaza, niklu i krzemianów, modele określają jego masę na około 1,2 masy Ziemi. Ciśnienie w centrum wynosi 7 Mbar (700 GPa) i jest miliony razy większe niż ciśnienie na powierzchni Ziemi, zaś temperatura może sięgać 5400 K.
Temperatura i ciśnienie na Neptunie (podobnie jak na Uranie) są wystarczające aby metan przekształcał się w mieszaninę pyłu diamentowego i węglowodorów. Na tej podstawie niektórzy naukowcy przewidują występowanie tam diamentowych deszczów i oceanów.

### Atmosfera

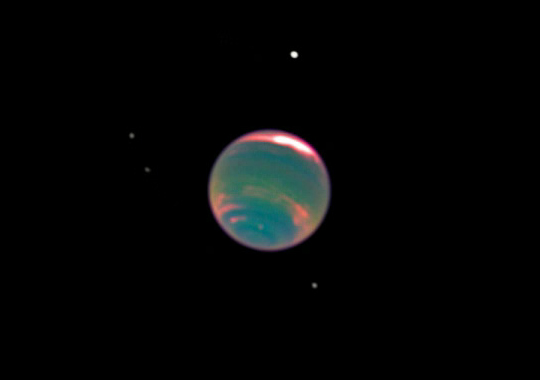
Obraz Neptuna w świetle widzialnym i bliskiej podczerwieni, ukazujący pasma metanu w atmosferze i cztery księżyce planety: Proteusza, Larissę, Galateę i Despoinę

Na dużych wysokościach atmosfera Neptuna składa się w 80% z wodoru i 19% z helu. Obecne są również śladowe ilości metanu. Metan silnie absorbuje fale o długości powyżej 600 nm, w czerwonej i podczerwonej części widma. Podobnie jak w przypadku Urana, absorpcja czerwonego światła przez metan znajdujący się w atmosferze nadaje Neptunowi niebieskawy odcień, bardziej intensywny niż w przypadku Urana. Różnica barw obu planet jest wywołana grubszą warstwą zawiesiny aerozoli w atmosferze Urana; prawdopodobnie w bardziej dynamicznej atmosferze Neptuna intensywniej tworzy się metanowy śnieg, który usuwa aerozole. Oba lodowe olbrzymy mają bardzo zbliżoną barwę.
Atmosferę planety dzieli się na dwa główne obszary: troposferę, w której temperatura maleje z wysokością i stratosferę, w której temperatura z wysokością rośnie. Granica pomiędzy tymi obszarami – tropopauza – występuje przy ciśnieniu 0,1 bara (10 kPa). Wyżej, przy ciśnieniu pomiędzy 10−5 a 10−4 mikrobarów (1 do 10 Pa), stratosfera przechodzi w termosferę. Termosfera stopniowo przechodzi w egzosferę.

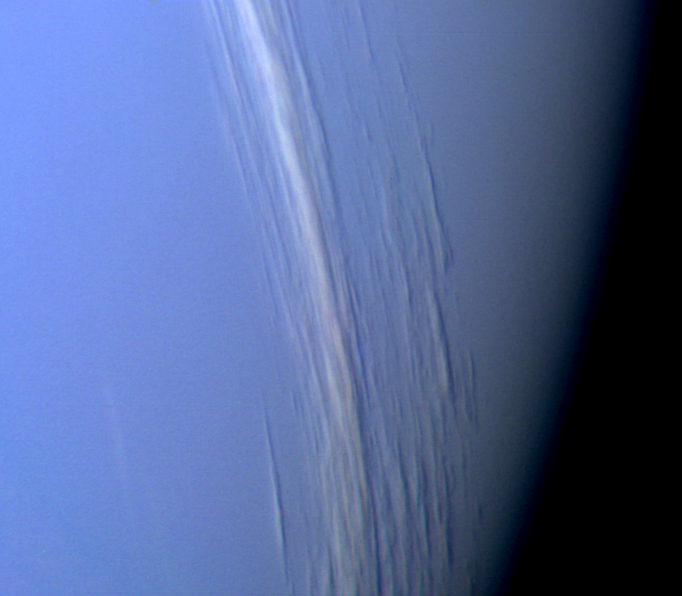
Pasma chmur na dużej wysokości rzucają cienie na niższe warstwy chmur

Modele wskazują na to, że troposfera Neptuna jest przetykana warstwami chmur o składzie zmieniającym się z wysokością. Chmury górnego piętra pojawiają się przy ciśnieniu poniżej 1 bara, gdzie panuje temperatura odpowiednia do kondensacji metanu. Uważa się, że przy ciśnieniu pomiędzy 1 a 5 barów (100 do 500 kPa) formują się chmury amoniaku i siarkowodoru. Chmury o ciśnieniu powyżej pięciu barów mogą składać się z amoniaku, wodorosiarczku amonu, siarkowodoru i wody. Chmury z zamarzniętej wody powinny mieć ciśnienie około 50 barów (5,0 MPa), przy temperaturze dochodzącej do 0 °C. Poniżej są chmury amoniaku i siarkowodoru.
Zaobserwowano cienie chmur położonych na dużych wysokościach rzucane na nieprzezroczyste obszary niższych chmur. Istnieją także wysokie pasma chmur, które owijają się wokół planety na stałej szerokości planetograficznej. Te obwodowe zespoły chmur mają szerokość 50–150 km i leżą około 50–110 km powyżej głównej warstwy chmur.

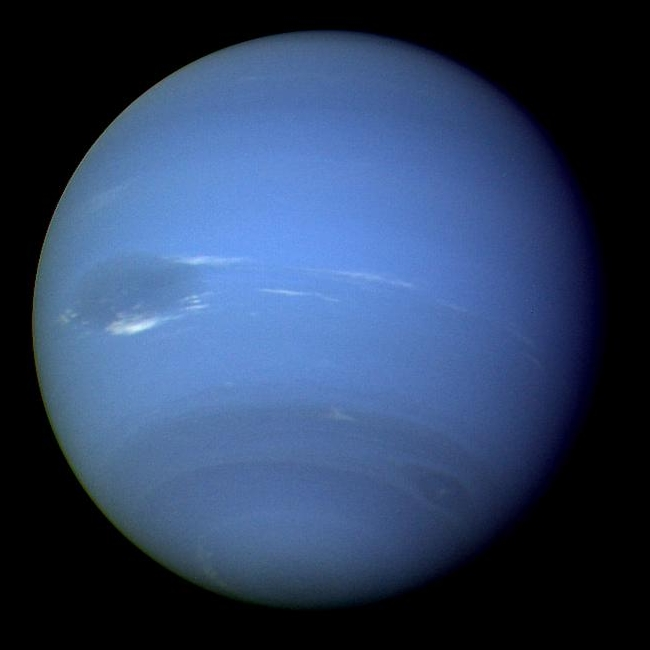
Obraz Neptuna, w fałszywych kolorach, który był używany do 2024

Analiza widma światła docierającego z Neptuna wskazuje, że w dolnej stratosferze pojawia się zmętnienie z powodu kondensacji produktów fotolizy UV metanu, takich jak etan i acetylen. W stratosferze znajdują się również śladowe ilości tlenku węgla i cyjanowodoru. Stratosfera Neptuna jest cieplejsza od stratosfery Urana z powodu wyższego stężenia węglowodorów.
Nie udało się jeszcze wyjaśnić, dlaczego termosfera ma wyjątkowo wysoką temperaturę – około 750 K. Neptun znajduje się zbyt daleko od Słońca, by tak wysoka temperatura była wynikiem absorpcji promieniowania. Być może prawdziwą przyczyną jest interakcja atmosfery z jonami w polu magnetycznym planety lub oscylacje wypornościowe dochodzące z wnętrza i ulegające wygaszeniu w atmosferze. Termosfera zawiera śladowe ilości dwutlenku węgla oraz wody, które mogą pochodzić ze źródeł zewnętrznych, takich jak meteoryty oraz pył.
Od 1989 roku do 2024 uważano, iż kolor atmosfery Neptuna jest ciemnoniebieski. Błędne przekonanie było oparte na opublikowanych przez NASA zdjęciach z sondy Voyager 2. Sonda rejestrowała wiele zdjęć w pojedynczych pasach światła. Podczas kompilacji pojawiły się przekłamania kolorystyczne, a ponadto podbito zdjęcia kontrastem, aby uwydatnić zjawiska atmosferyczne na planecie. W 2024 roku zespół naukowców pod kierownictwem profesora Patricka Irwina z Uniwersytetu Oksfordzkiego opublikował pracę w magazynie "Monthly Notices of the Royal Astronomical Society", gdzie dokonano retuszu zdjęcia z sondy Voyager 2 na podstawie danych z spektrografów Teleskopu Hubble’a oraz Bardzo Dużego Teleskopu. Dzięki badaniu uzyskano rzeczywisty kolor Neptuna, zielonkawo-niebieski, który jest nieznacznie bardziej niebieskawy od koloru Urana.

### Magnetosfera
Neptun przypomina Urana również budową magnetosfery, z polem magnetycznym, którego oś jest mocno nachylona do osi obrotu – o 46,9° – i przesunięta o ok. 0,485 promienia planety, czyli około 12 000 km od jej geometrycznego centrum. Przed lotem Voyagera 2 w kierunku Neptuna uważano, że nachylenie pola magnetycznego Urana jest wynikiem nachylenia osi jego obrotu. Porównawszy pola magnetyczne obu planet, naukowcy doszli jednak do wniosku, że takie pole magnetyczne może być charakterystyczne dla przepływów we wnętrzach planet. Generować je może konwekcja płynu w cienkiej powłoce sferycznej, złożonej prawdopodobnie z mieszaniny amoniaku, metanu i wody związana z przepływem prądu elektrycznego zgodnie z mechanizmem dynama magnetohydrodynamicznego.
Dipolowe parametry pola magnetycznego Neptuna wynoszą: indukcja magnetyczna na równiku magnetycznym Neptuna 14,2 mikrotesli (0,142 G), dipolowy moment magnetyczny około 2,2×1017 T·m³ (14 μT·RN3, gdzie RN to promień Neptuna). Pole magnetyczne Neptuna ma złożoną geometrię, która obejmuje stosunkowo duży wkład składników multipolowych, w tym silnego momentu kwadrupolowego; wkład ten może przekroczyć wkład momentu dipolowego. W przeciwieństwie do Neptuna Ziemia, Jowisz i Saturn mają stosunkowo niewielkie momenty kwadrupolowe, a ich pola są nieznacznie nachylone od osi obrotu. Duży moment kwadrupolowy Neptuna może być wynikiem przesunięcia od centrum planety i geometrycznego ograniczenia dynama generującego pole.
Łukowa fala uderzeniowa magnetosfery Neptuna, powstająca gdy pochodzący ze Słońca wiatr słoneczny zwalnia do prędkości poddźwiękowych, występuje w odległości 34,9 promieni od planety. Magnetopauza, gdzie ciśnienie magnetosfery równoważy ciśnienie wiatru słonecznego, znajduje się w odległości 23–26,5 promieni Neptuna. Ogon magnetosfery rozciąga się na co najmniej 72 promieni Neptuna w przeciwnym kierunku, a bardzo prawdopodobne, że o wiele dalej.

### Pierścienie
Neptun ma układ pierścieni, choć mniej spektakularny niż saturnowy. Pierścienie mogą składać się z cząsteczek lodów pokrytych krzemianami lub materiałami na bazie węgla, które to najprawdopodobniej dają im czerwony odcień. Trzy główne pierścienie są wąskie i noszą nazwy: Pierścień Adamsa (63 000 km od centrum Neptuna), Pierścień Le Verriera (53 000 km) i Pierścień Galle (szerszy i słabszy 42 000 km). Słabe zewnętrzne rozszerzenie Pierścienia Le Verriera zostało nazwane Lassell i jest ograniczone w jego zewnętrznej krawędzi przez Pierścień Arago na wysokości 57 000 km.
Pierwszy z tych pierścieni planetarnych został odkryty w 1968 roku przez zespół kierowany przez Edwarda Guinana, ale przypuszczano, że to pierścień, który może być niepełny. Pierwsze dowody, że pierścienie mogą mieć luki, pojawiły się w trakcie zakrycia gwiazdy przez Neptuna obserwowanego w 1984 roku, kiedy pierścienie wyraźnie przesłoniły gwiazdę przed zakryciem, ale nie zaobserwowano tego po zakryciu. Zdjęcia przesłane przez sondę Voyager 2 w 1989 roku wyjaśniły problem, pokazując kilka słabych pierścieni. Pierścienie te mają grudkowatą strukturę, być może z powodu interakcji grawitacyjnej z małymi księżycami na niedalekiej orbicie.
Peryferyjny pierścień Adamsa składa się z pięciu wyraźnych łuków o nazwach Courage, Liberté, Egalité 1, Egalité 2 i Fraternité (Odwaga, Wolność, Równość 1, Równość 2, Braterstwo). Istnienie łuków trudno było wytłumaczyć, bowiem prawa ruchu orbitalnego przewidują, że pył rozłoży się dość szybko w jednolity pierścień, a łuki powinny być nietrwałe. Astronomowie uważają, że łuki w ich obecnej formie są formą nietrwałą i powstały jako efekt przyciągania grawitacyjnego Galatei, księżyca krążącego bardzo blisko wewnątrz pierścienia.
Obserwacje wykonane z Ziemi w 2005 roku wydają się wskazywać, że pierścienie Neptuna są o wiele bardziej niestabilne, niż wcześniej sądzono. Zdjęcia wykonane za pomocą Teleskopów Kecka w 2002 i w 2003 roku pokazują znaczne zmiany w pierścieniach w porównaniu ze zdjęciami wykonanymi przez sondę Voyager 2. W szczególności wydaje się, że łuk Liberté może zniknąć w ciągu zaledwie jednego stulecia.

## Klimat
Jedną z różnic między Uranem i Neptunem jest poziom aktywności meteorologicznej. Gdy sonda Voyager 2 przelatywała w pobliżu Urana w roku 1986, planeta była dość jednolita, w przeciwieństwie do Neptuna, gdzie podczas misji Voyagera 2 w 1989 roku występowały znaczące zjawiska pogodowe.

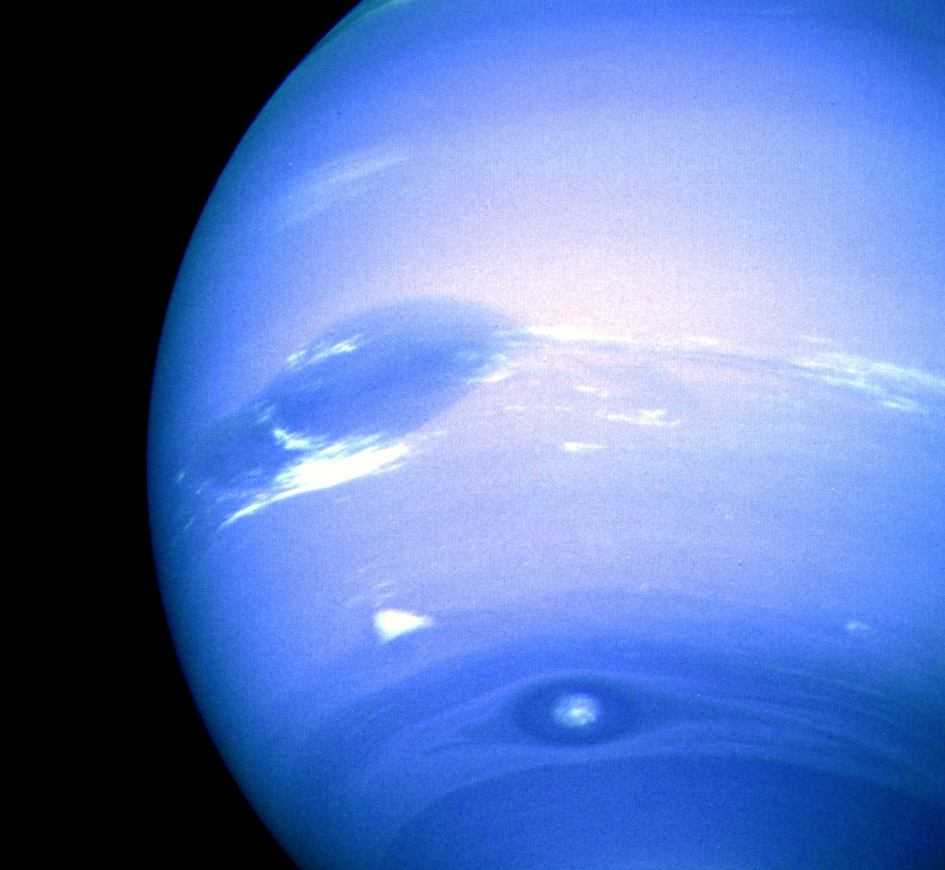
Wielka Ciemna Plama (góra), Scooter (środkowa biała chmura) i Mała Ciemna Plama (dół), z za dużym (nierzeczywistym) kontrastem

Pogoda na Neptunie charakteryzuje się bardzo dynamicznymi burzami i wiatrem wiejącym z prędkością prawie 600 m/s – osiągającym niemal naddźwiękowy przepływ. Poprzez śledzenie ruchu chmur wykazano, że prędkości wiatru wynoszą od 20 m/s w kierunku wschodnim do 325 m/s w zachodnim. Prędkość wiatru w górnych warstwach chmur wynosi od 400 m/s na równiku do 250 m/s na biegunach. Większość wiatrów na Neptunie wieje w kierunku przeciwnym do kierunku obrotu planety. Ogólny obraz wiatru pokazał stopniowanie obrotu na dużych szerokościach geograficznych i obrót wsteczny na niższych szerokościach geograficznych. Różnica w kierunku przepływu jest uważana za efekt powierzchniowy, a nie przejaw głębszych procesów atmosferycznych. Na 70° szerokości geograficznej południowej najszybsze strumienie gazów atmosferycznych poruszają się z prędkością 300 m/s.
Obfitość metanu, etanu i etynu na równiku Neptuna jest 10–100 razy większa niż na biegunach. Interpretuje się to jako dowód występowania prądów wznoszących na równiku i prądów opadających w pobliżu biegunów.
W 2007 r. okazało się, że temperatura w górnej troposferze na południowym biegunie Neptuna była o około 10 °C wyższa niż na pozostałej części Neptuna, gdzie średnio ma wartość około −200 °C (70 K). Różnica temperatur wystarcza, by metan, który gdzie indziej jest zamrożony w górnych warstwach atmosfery Neptuna, wyciekał jako gaz z okolic bieguna południowego. Względnie ciepłe miejsce jest wynikiem nachylenia osi obrotu Neptuna, które sprawia, że południowy biegun jest skierowany do Słońca w ostatnim kwartale roku Neptuna, trwającym około 41 ziemskich lat. Gdy Neptun powoli przesuwa się ku przeciwnej stronie Słońca, biegun południowy zostaje zaciemniony, a biegun północny – oświetlony, co powoduje uwolnienie metanu na biegunie północnym.
W wyniku zmian sezonowych w pasmach chmur na południowej półkuli Neptuna odnotowano zwiększenie ich wielkości i albedo. Zjawisko to po raz pierwszy zaobserwowano w 1980 r. i ma ono trwać do około 2020 roku. Długi okres orbitalny Neptuna powoduje, że cztery pory roku będą trwały po około czterdzieści lat każda.
Obliczenia z wykorzystaniem algorytmów VSOP87 wskazują, że na półkuli północnej Neptuna panuje obecnie zima, która rozpoczęła się w 1997 roku, a zakończy w 2038 roku.

### Burze

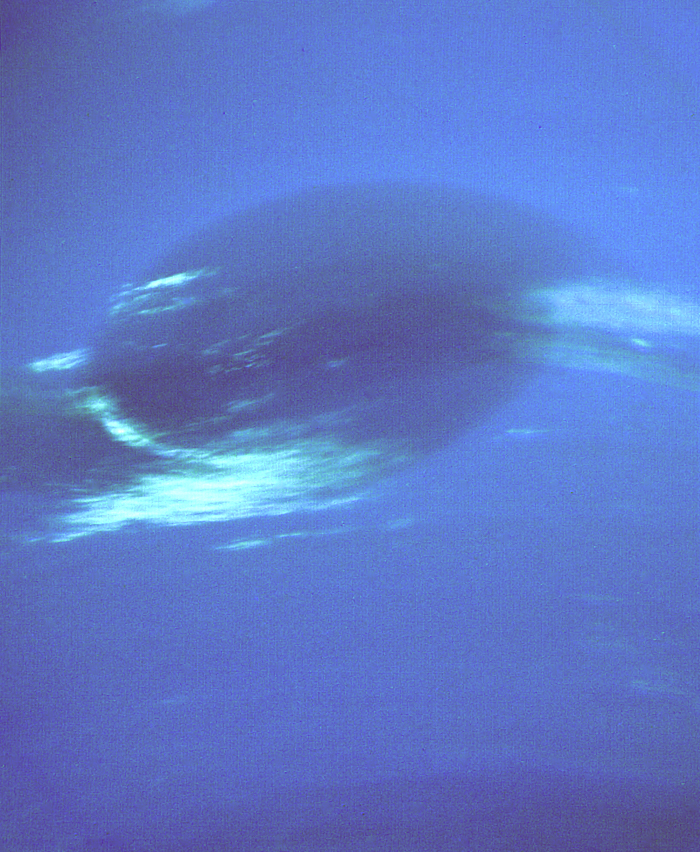
Wielka Ciemna Plama, Voyager 2

W 1989 roku Wielka Ciemna Plama, burza o charakterze antycyklonu obejmująca 13 000 × 6600 km została odkryta przez sondę kosmiczną Voyager 2. Burza przypomina Wielką Czerwoną Plamę na Jowiszu. Pięć lat później, 2 listopada 1994 r., Kosmiczny Teleskop Hubble’a nie dostrzegł Wielkiej Ciemnej Plamy. Zamiast tego burza podobna do Wielkiej Ciemnej Plamy została znaleziona na północnej półkuli; ten układ burzowy również zanikł po kilku latach.
Kolejna burza to biała chmura Scooter (skuter), na południe od Wielkiej Ciemnej Plamy. Została tak nazwana, bo kiedy ją zaobserwowano po raz pierwszy, na kilka miesięcy przed zbliżeniem w 1989 r. Voyagera 2, poruszała się szybciej niż Wielka Ciemna Plama. Późniejsze obrazy ujawniły jeszcze szybsze chmury. Cyklon Mała Ciemna Plama, występujący na południowej półkuli, jest drugą najbardziej intensywną burzą obserwowaną podczas spotkania w 1989 r. Początkowo była zupełnie ciemna, ale gdy Voyager 2 zbliżył się do planety, rozwinął się jasny rdzeń, który może być dostrzeżony na większości zdjęć o najwyższej rozdzielczości.
Ciemne plamy Neptuna występują w troposferze na wysokości niższej niż większość jaśniejszych chmur, tak więc pojawiają się jako dziury w górnych warstwach chmur. Ponieważ są one stabilne, utrzymując się przez kilka miesięcy, uważa się je za wirowe. Często jaśniejsze obszary wiążą się z ciemnymi plamami, tworząc trwałe chmury metanu, które znajdują się koło warstwy tropopauzy. Utrzymywanie się takich towarzyszących chmur wskazuje, że niektóre dawniejsze ciemne plamy mogą nadal istnieć jako cyklony, mimo że nie są już widoczne jako ciemne. Mogą też rozpraszać się podczas migracji zbyt blisko równika lub ewentualnie z powodu innych nieznanych mechanizmów.

### Wewnętrzne ciepło
Pogoda Neptuna jest bardziej zróżnicowana w porównaniu z Uranem, przypuszczalnie częściowo z powodu wyższej temperatury wewnętrznej. Chociaż Neptun leży 1,6 razy dalej od Słońca niż Uran i otrzymuje tylko 40% ilości światła słonecznego Urana, powierzchnie obu planet mają mniej więcej równe temperatury. W górnych regionach troposfery Neptuna temperatura osiąga −221,4 °C (51,7 K). Na głębokości, na której ciśnienie wynosi 1 bar (100 kPa), panuje temperatura −201,15 °C (72,0 K). W głębszych warstwach gazu jednak temperatura regularnie wzrasta. Podobnie jak w przypadku Urana, źródło tego ciepła jest nieznane, ale rozbieżność jest większa: Uran promieniuje tylko 1,1 razy więcej energii, niż otrzymuje od Słońca; Neptun – 2,61 razy więcej. Neptun jest planetą najdalszą od Słońca, ale jego energia wewnętrzna jest wystarczająca do wytworzenia najszybszych wiatrów z planet w Układzie Słonecznym. Jest kilka możliwych wyjaśnień, w tym radiogeniczne ogrzewanie jądra planety, konwersja metanu pod wysokim ciśnieniem na wodór, diament i węglowodory, i uwalnianie w ten sposób grawitacyjnej energii potencjalnej oraz konwekcja w dolnej części atmosfery, która powoduje fale grawitacji pochłaniane ponad tropopauzą.

## Orbita i obrót
Średnia odległość Neptuna od Słońca wynosi 4,495 miliarda km (ok. 30,05 au), jeden pełny obieg trwa 164,79 lat. 12 lipca 2011 Neptun zakończył swój pierwszy pełny obieg wokół Słońca od czasu odkrycia w 1846 roku, chociaż nie był wtedy widoczny na tle gwiazd dokładnie w miejscu odkrycia, ponieważ Ziemia była w innym miejscu na swojej orbicie.
Eliptyczna orbita Neptuna jest nachylona pod kątem 1,769° do orbity Ziemi. Ekscentryczność orbity, równa 0,0113, powoduje, że odległość Neptuna od Słońca zmienia się o 101 milionów km między peryhelium a aphelium, czyli odpowiednio najbliższym i najdalszym od Słońca punktem orbity.
Oś obrotu Neptuna ma nachylenie 28,32°, które jest podobne do nachylenia Ziemi (23°) i Marsa (25°). W wyniku tego planeta doświadcza zmian sezonowych. Jednak długi okres orbitalny sprawia, że pora roku trwa około czterdzieści lat ziemskich. Okres obrotu Neptuna wokół własnej osi (doba gwiazdowa) wynosi w przybliżeniu 16,11 godziny. Z powodu nachylenia osi obrotu porównywalnego do Ziemskiego zmiana długości dnia w ciągu roku jest zbliżona do zmian ziemskich.
Ponieważ Neptun nie jest ciałem stałym, atmosfera ulega rotacji różnicowej. Szeroka strefa równikowa obraca się z okresem około 18 godzin, który jest wolniejszy niż 16,1 godziny obrotu pola magnetycznego. Natomiast odwrotnie jest w regionach polarnych, gdzie okres obrotu wynosi 12 godzin. Ta różnica w obrocie jest najbardziej widoczna spośród wszystkich planet w Układzie Słonecznym i to powoduje silne południkowe uskoki wiatru.

### Rezonanse orbitalne

Główne rezonanse orbitalne w Pasie Kuipera wywołane przez Neptuna: rezonans 2:3 (plutonki, inaczej plutino), pozbawiony rezonansu klasyczny Pas Kuipera (cubewano) oraz rezonans 1:2 (twotino)

Neptun ma znaczny wpływ na region znajdujący się bezpośrednio za nim, zwany Pasem Kuipera. Pas Kuipera to pierścień małych lodowych ciał niebieskich, podobny do pasa planetoid, ale znacznie większy, rozciągający się za orbitą Neptuna od 30 au do około 55 au od Słońca. W taki sam sposób, jak grawitacja Jowisza dominuje w pasie planetoid i kształtuje jego strukturę, grawitacja Neptuna dominuje w Pasie Kuipera. W czasie istnienia Układu Słonecznego w niektórych regionach Pasa Kuipera orbity ciał były silnie destabilizowane grawitacją Neptuna, utworzyły się więc luki w strukturze Pasa Kuipera. Przykładowo luka występuje w regionie od 40 do 42 au
Istnieją jednak orbity także w tych relatywnie pustych regionach, na których obiekty mogą przetrwać czas trwania Układu Słonecznego. Rezonanse te występują, gdy okres obiegu Neptuna jest dokładnym ułamkiem okresu obiegu tego obiektu, np. 1:2 lub 3:4. Jeśli obiekt obiega Słońce raz na dwa obroty Neptuna, to ukończy tylko pełne pół orbity, gdy Neptun powróci do pierwotnego położenia. Najbardziej „okupowany” rezonans w Pasie Kuipera, obejmujący ponad 200 znanych obiektów, to rezonans 2:3. Obiekty w tym rezonansie przebiegają swoje pełne 2 orbity na 3 orbity Neptuna. Znane są jako plutino (plutonki) dlatego, że największym z obiektów Pasa Kuipera z rezonansem 2:3 jest (134340) Pluton. Mimo że Pluton regularnie zbliża się do orbity Neptuna (nie przecina jej, gdyż krążą w innych płaszczyznach), stosunek rezonansu 2:3 powoduje, że nigdy nie mogą się zderzyć. Obszary rezonansów 3:4, 3:5, 4:7 i 2:5 są mniej popularne.
Neptun posiada dużą liczbę planetoid znajdujących się w stałym położeniu względem układu Słońce – Neptun, zwanych planetoidami trojańskimi. Znajdują się one w punktach Lagrange’a – większość w punkcie L4. Planetoidy trojańskie Neptuna mogą być postrzegane jako obiekty będące w rezonansie z Neptunem w stosunku 1:1. Mają one stabilne orbity i przypuszczalnie nie zostały przez niego przyciągnięte, tylko pojawiły się niezależnie od Neptuna.

## Powstanie i migracja

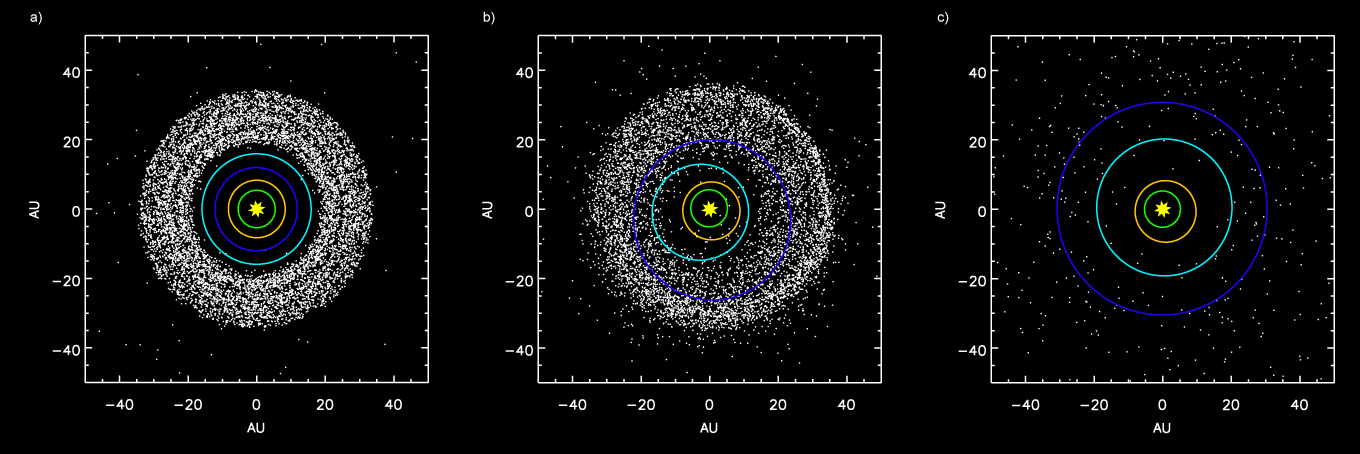
Symulacja pokazuje planety zewnętrzne i obiekty Pasa Kuipera: a) przed osiągnięciem przez Jowisza i Saturna rezonansu 2:1; b) po rozproszeniu obiektów wewnątrz Pasa Kuipera i zmianie orbity Neptuna, c) po wypchnięciu ciał Pasa Kuipera i rozproszeniu przez Jowisza.

Powstanie lodowych olbrzymów, Urana i Neptuna, okazało się trudne do dokładnego odtworzenia w symulacjach powstania Układu Słonecznego. Aktualne modele sugerują, że gęstość materii w obszarze, w którym obecnie krążą obie planety, była zbyt mała, aby umożliwić tworzenie tak dużych ciał według powszechnie przyjętej hipotezy akrecji jądra o dużej masie, a następnie przyciągnięcia otoczki gazowej. Jedna z konkurencyjnych hipotez głosi, że lodowe olbrzymy nie powstały przez akrecję jądra, ale przez niestabilność w dysku protoplanetarnym, w obrębie której materia o wyższej gęstości utworzyła jądro, a następnie nadmiar lekkich gazów został usunięty z atmosfery protoplanety przez promieniowanie pobliskiej masywnej gwiazdy typu OB.
Alternatywną koncepcją jest to, że powstały bliżej Słońca, gdzie gęstość materii była większa, a następnie, po usunięciu gazowego dysku protoplanetarnego, na skutek migracji osiągnęły swoje obecne orbity. Hipoteza migracji już po utworzeniu się planet jest obecnie najbardziej prawdopodobna ze względu na jej zdolność lepszego wyjaśnienia rozkładu populacji małych obiektów obserwowanych w regionie obiektów transneptunowych. Obecnie powszechnie akceptowane wyjaśnienie szczegółów tej hipotezy jest znane jako model nicejski, który bada wpływ migracji Neptuna i pozostałych planet na struktury Pasa Kuipera.

## Księżyce

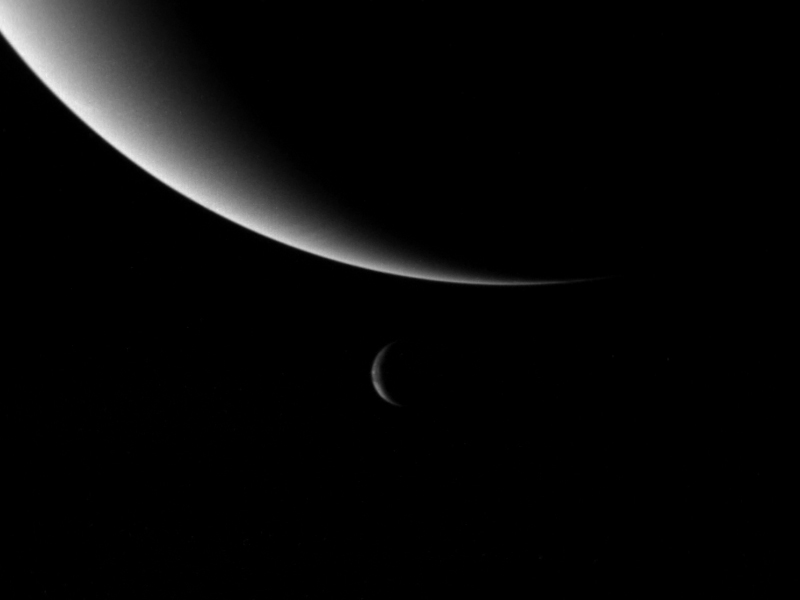
Neptun (na górze) z Trytonem

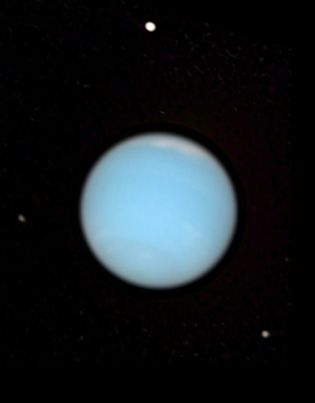
Neptun w naturalnych kolorach z satelitami: Proteuszem na górze, Larissą z prawej i Despiną z lewej, Teleskop Hubble’a

Neptun ma 16 znanych księżyców. Największy jak dotąd odkryty, zawierający około 99,5% masy na orbicie wokół Neptuna i na tyle duży, by przybrać kształt elipsoidy, to Tryton, odkryty przez Williama Lassella 17 dni po odkryciu Neptuna. W przeciwieństwie do innych dużych księżyców planet w Układzie Słonecznym Tryton porusza się ruchem wstecznym, co wskazuje, że prawdopodobnie był kiedyś planetą karłowatą w Pasie Kuipera. Leży na tyle blisko Neptuna, że jest poniżej orbity synchronicznej; powoli przybliża się do planety w wyniku działania sił pływowych i ostatecznie zostanie rozerwany za około 3,6 mld lat, kiedy osiągnie Granicę Roche’a. W 1989 roku Tryton był najzimniejszym obiektem w Układzie Słonecznym, którego temperatura została zmierzona, z temperaturą −235 °C (38 K).
Drugi ze znanych księżyców Neptuna (w kolejności odkrywania), nieregularna Nereida, ma jedną z najbardziej wydłużonych orbit satelitów w Układzie Słonecznym. Ekscentryczność 0,7512 oznacza, że będąc w apocentrum jest siedem razy dalej od Neptuna, niż gdy jest w perycentrum.

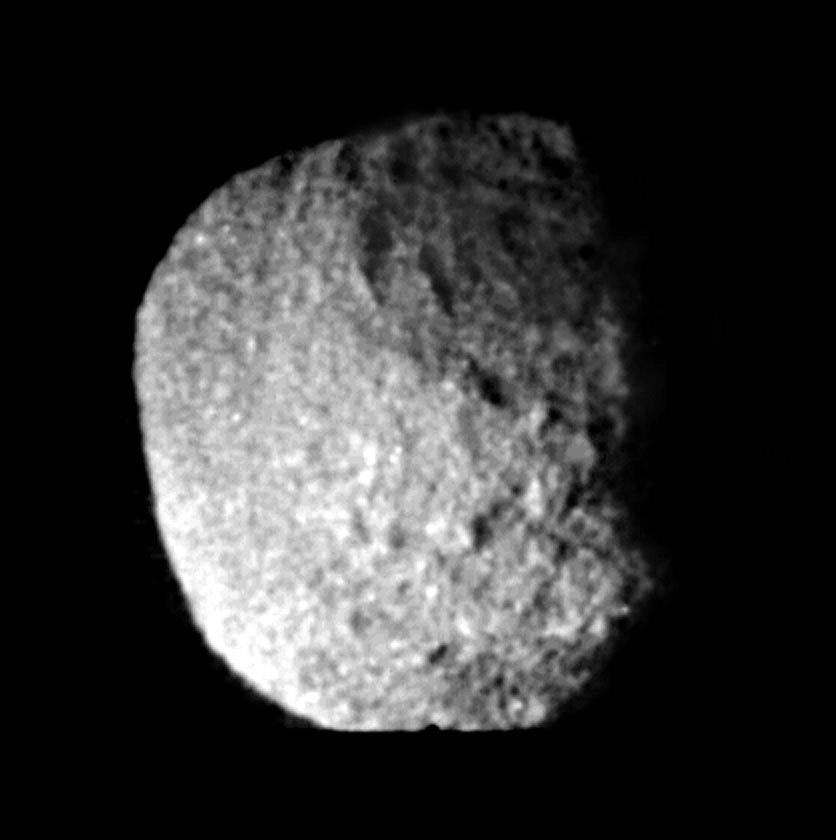
Księżyc Neptuna Proteusz

Od lipca do września 1989 Voyager 2 odkrył sześć nowych księżyców Neptuna. Spośród nich drugi pod względem wielkości księżyc Neptuna Proteusz jest znany z tego, że ma największą możliwą wielkość przy jego gęstości, by siły jego wewnętrznej grawitacji nie nadały mu kulistego kształtu. Drugi pod względem masy księżyc Neptuna zawiera tylko jedną siódmą procent masy Trytona. 4 najbardziej wewnętrzne księżyce to Najada, Talassa, Despina i Galatea. Ich orbity znajdują się blisko pierścieni Neptuna. Następny najdalej wysunięty, Larissa, został odkryty w 1981 roku, kiedy doszło do zakrycia przez nią pewnej gwiazdy. To zakrycie zostało przypisane pierścieniom, ale gdy Voyager 2 obserwował Neptuna w 1989 roku, okazało się, że zostało spowodowane przez księżyc. Pięć nowych nieregularnych księżyców zostało odkrytych w latach 2002–2003, co zostało ogłoszone w 2004. Neptun został nazwany imieniem rzymskiego boga morza, a jego księżyce imionami mniejszych bóstw morskich.

## Obserwacje

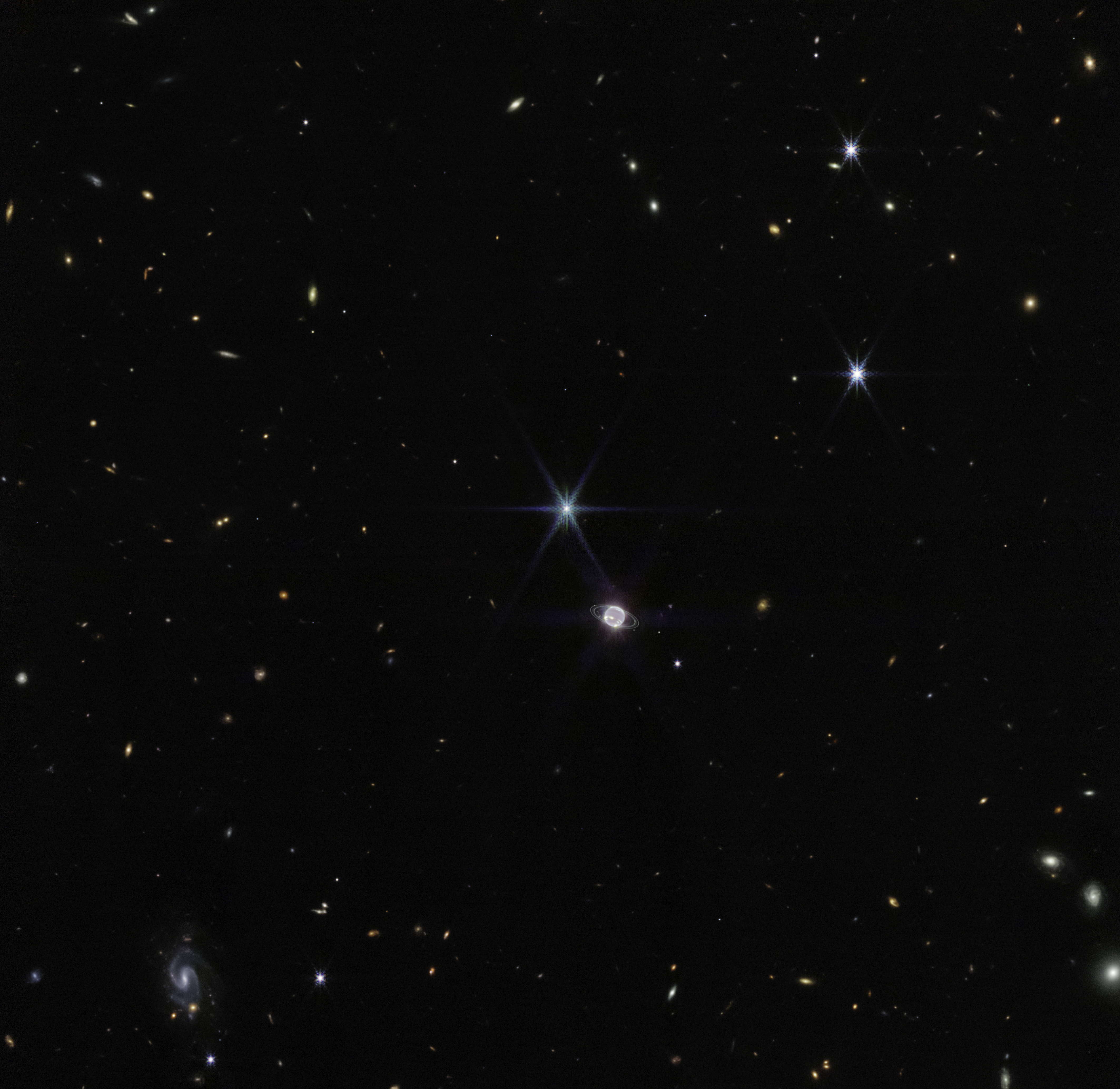
Zdjęcie wykonane przez Kosmiczny Teleskop Jamesa Webba (w bliskiej podczerwieni - NIRCam) w szerokim polu widzenia, pośrodku układ Neptuna z widocznymi pierścieniami

Neptun nigdy nie jest widoczny gołym okiem. Jego obserwowana wielkość gwiazdowa wynosi pomiędzy +7,7m a +8,0m, czyli mniej niż jasność księżyców galileuszowych Jowisza, planety karłowatej (1) Ceres i planetoid (4) Westa, (2) Pallas, (7) Iris, (3) Juno i (6) Hebe. Przez teleskop lub silną lornetkę można obserwować Neptuna jako mały niebieski dysk, podobny z wyglądu do Urana.
Odległość Neptuna od Ziemi sprawia, że średnica kątowa planety, wahając się od 2,2 do 2,4 sekundy kątowej, jest najmniejsza z planet Układu Słonecznego. Mały rozmiar widomy utrudniał obserwacje. Dane teleskopowe były dość ograniczone aż do uruchomienia Kosmicznego Teleskopu Hubble’a oraz dużych teleskopów naziemnych z optyką adaptatywną.
Widziany z Ziemi Neptun przechodzi w ruch wsteczny na tle gwiazd co 367 dni w pobliżu opozycji. Po pętlach tych w poprzednich latach poruszał się w pobliżu pozycji, w której został odkryty w 1846 – był w tym miejscu w kwietniu i lipcu 2010 roku i ponownie w październiku i listopadzie 2011 roku.
Planeta jest źródłem zarówno ciągłej emisji radiowej, jak też nieregularnych wybuchów. Uważa się, że w obu przypadkach źródłem jest wirujące pole magnetyczne planety. W podczerwonej części widma Neptuna pojawiają się jasne burze na chłodnym tle, dzięki czemu rozmiar i kształt tych tworów może być łatwo obserwowany.

## Badania
Voyager 2 był najbliżej Neptuna 25 sierpnia 1989. Ponieważ była to ostatnia duża planeta, którą sonda mogła odwiedzić, to zdecydowano o przelocie w pobliżu Trytona, bez względu na konsekwencje, podobnie jak w przypadku, gdy Voyager 1 przeleciał koło Saturna i jego księżyca Tytana. Obrazy przekazywane na Ziemię z Voyagera 2 stały się podstawą całonocnego programu amerykańskiej telewizji PBS Neptune All Night.

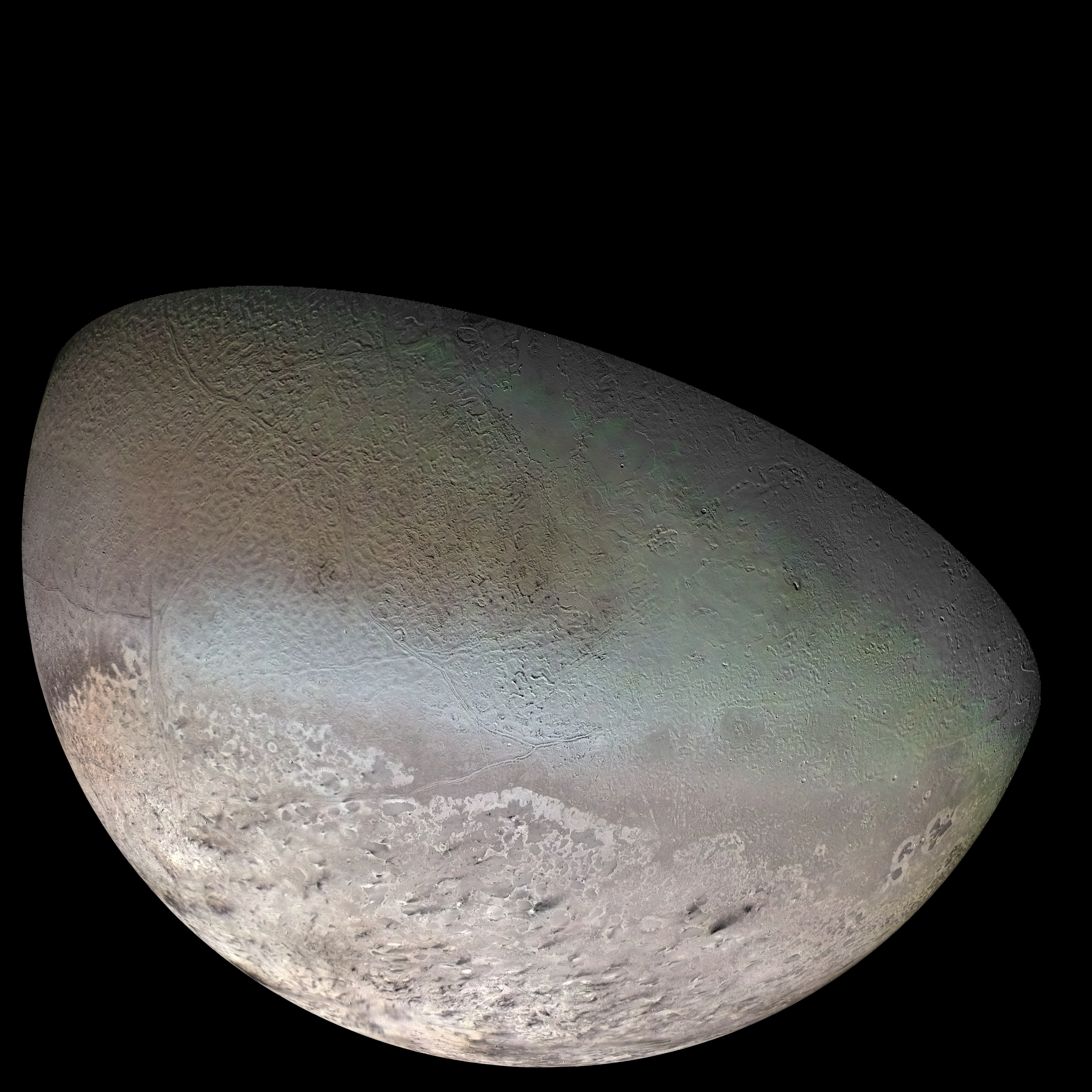
Mozaika zdjęć Trytona wykonanych przez Voyager 2

Podczas spotkania sygnały z sondy potrzebowały 246 minut, aby dotrzeć do Ziemi. Stąd podczas większości czasu badania Neptuna Voyager 2 wykonywał jedynie zaprogramowane wcześniej procedury. Sonda minęła bardzo blisko Nereidę, zanim 25 sierpnia 1989 przeleciała w odległości 4400 km od atmosfery Neptuna, a następnie tego samego dnia znalazła się w pobliżu największego księżyca planety, Trytona.
Voyager 2 zweryfikował istnienie pola magnetycznego wokół planety. Okazało się, że jest odsunięte od środka i pochylone w sposób podobny do pola Urana. Kwestia okresu rotacji planety została rozstrzygnięta na podstawie pomiarów emisji radiowej. Voyager 2 zaobserwował również aktywny system pogodowy. Odkryto także sześć nowych księżyców, a planeta okazała się posiadać więcej niż jeden pierścień.
Obecnie rozważany jest przez NASA powrót do eksploracji Neptuna w ramach misji sondy, której celem byłby przelot obok Neptuna i Trytona oraz odwiedzenie obiektu Pasa Kuipera (podobnie, jak w misji New Horizons do Plutona).

## Neptun w kulturze
W starożytnej mitologii rzymskiej Neptun był bogiem morza, a jego atrybut, trójząb, jest astronomicznym oznaczeniem planety Neptuna. W niektórych systemach astrologicznych trójząb jest symbolem gwiazdozbioru Ryb.
Odkryty przez Edwina McMillana i Philipa Abelsona w USA w roku 1940 pierwiastek chemiczny z grupy aktynowców otrzymał nazwę neptun.
Nazwa planety, jako rozpoznawalna, bywa wykorzystywana do nazywania produktów niemających związku z tym ciałem niebieskim.
W okresie PRL Gdańskie Zakłady Elektroniczne „Unimor” produkowały telewizory marki Neptun. W latach 80. XX w. na podzespołach telewizora Neptun 150 produkowano tam monitor komputerowy Neptun 156.

### W filmie i literaturze
Planeta Neptun została użyta jako temat przewodni lub miejsce akcji różnych filmów i powieści fantastycznonaukowych:
- W 1889 r. Neptun został przedstawiony jako lodowaty glob w Spirito gentil.
- W 1930 Olaf Stapledon wydał nowelę Ostatni i pierwsi ludzie. W jego książce Neptun został za dwa miliardy lat zasiedlony przez ostatnią, wysoko rozwiniętą rasę ludzką. Planeta jest przedstawiona jako posiadająca gęstą atmosferę i stałą powierzchnię[133].
- W latach 40. w amerykańskich komiksach z serii „Captain Future” Neptun pojawia się jako planeta z globalnym oceanem[133].
- W książce Nearly Neptune z 1968 roku autorstwa Hugh Waltersa na planetę zmierza ekspedycja badawcza, która tuż przed dotarciem do planety kończy się śmiercią załogi z powodu pożaru niszczącego systemy podtrzymywania życia na pokładzie statku kosmicznego[133].
- W kreskówce „Futurama” Neptunianie są przedstawieni jako czterorękie istoty o purpurowej skórze. Są oni humanoidami, którzy koegzystowali pokojowo z mieszkańcami Ziemi, a ich planeta jest pokryta lodem[133].
- Akcja amerykańskiego horroru s-f z 1997 roku Ukryty wymiar (ang. Event Horizon) dzieje się na statku orbitującym wokół Neptuna.
- Humorystyczne opowiadanie The Elephants on Neptune (Słonie na Neptunie) autorstwa Mike’a Resnicka zostało opublikowane w czasopiśmie Asimov’s Science Fiction i było nominowane do nagrody Hugo oraz do nagrody Nebula (2001).
- Akcja filmu telewizyjnego Virtuality z 2009 r. skupia się wokół przygotowań statku kosmicznego do przelotu obok Neptuna przed opuszczeniem Układu Słonecznego.
- Neptun występuje też jako cel ekspedycji górniczego statku kosmicznego Red Dwarf (Czerwony Karzeł) w książkach opartych na serialu BBC o tej samej nazwie, który w wyniku wypadku na pokładzie wylatuje w odległą przestrzeń kosmiczną.